# Toyota TF101
Toyota TF101 — гоночный автомобиль с открытыми колёсами команды Panasonic Toyota Racing, использовавшийся исключительно для тестирования в течение сезона 2001, в рамках подготовки к полномасштабному дебюту команды. Автомобиль был разработан под руководством бельгийца Жан-Клода Мартенса, на тот момент главного конструктора команды. TF101 изначально носил заводской индекс «AM01», до тех пор пока не было объявлено имя, первого боевого болида команды — TF102.

## Разработка
Автомобиль был спроектирован и построен с нуля в инженерном центре Toyota Motorsports GmbH (TMG) в Кёльне, в течение девятнадцати месяцев, в рамках подготовки к дебюту команды Toyota F1 в 2002 году. Его разработка началась ещё летом 1999 года. Первоначально в Тойоте, планировали создать болид вокруг двигателя V12, но так как FIA в это же время вносит изменения в технический регламент и разрешает использовать только 10-цилиндровые двигатели, в команде перебрасывают все силы на создание нового мотора. С осени 2000 года некоторые узлы и агрегаты будущей TF101 тестировались на прототипе GT 1, а первое шасси построили к весне 2001 года. После презентации автомобиля, гонщики Мика Сало и Алан МакНиш начали интенсивную программу испытаний, проехав в общей сложности 3000 кругов и 22967 км на одиннадцати трассах по всему миру.
Уже на первой стадии разработке автомобиля, ответственный дизайнер Андре де Кортанзе, был заменен австрийцем Густавом Бруннером, который и продолжил разработку автомобиля.